# Adrada de Pirón
Adrada de Pirón ist eine Gemeinde (municipio) in der spanischen Provinz Segovia. Sie liegt im Süden der Autonomen Region Kastilien und León, an der Nordwestabdachung der Sierra de Guadarrama. Sie hat 40 Einwohner (Stand: 2024). 

## Geographie
Adrada de Pirón liegt etwa 13 Kilometer nordnordwestlich vom Stadtzentrum von Segovia in einer Höhe von ca. 1040 m. 
Adrada de Pirón befindet sich innerhalb der Zone des kontinentalen mediterranen Klimas.

## Bevölkerungsentwicklung
| Jahr      | 1970 | 1981 | 1991 | 2001 | 2011 | 2021 |
| Einwohner | 114  | 57   | 53   | 52   | 49   | 38   |

## Sehenswürdigkeiten

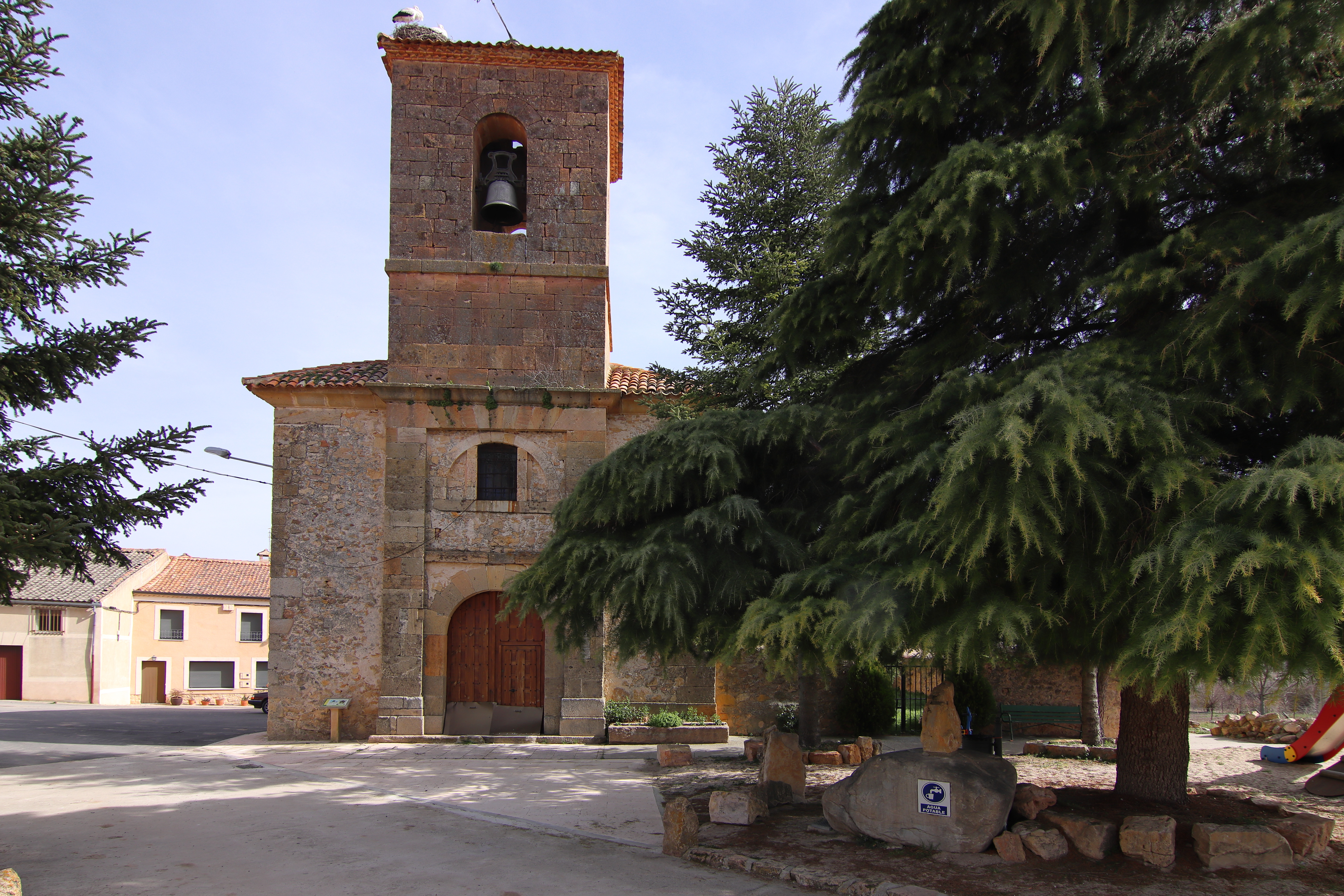
Kirche Mariä Himmelfahrt
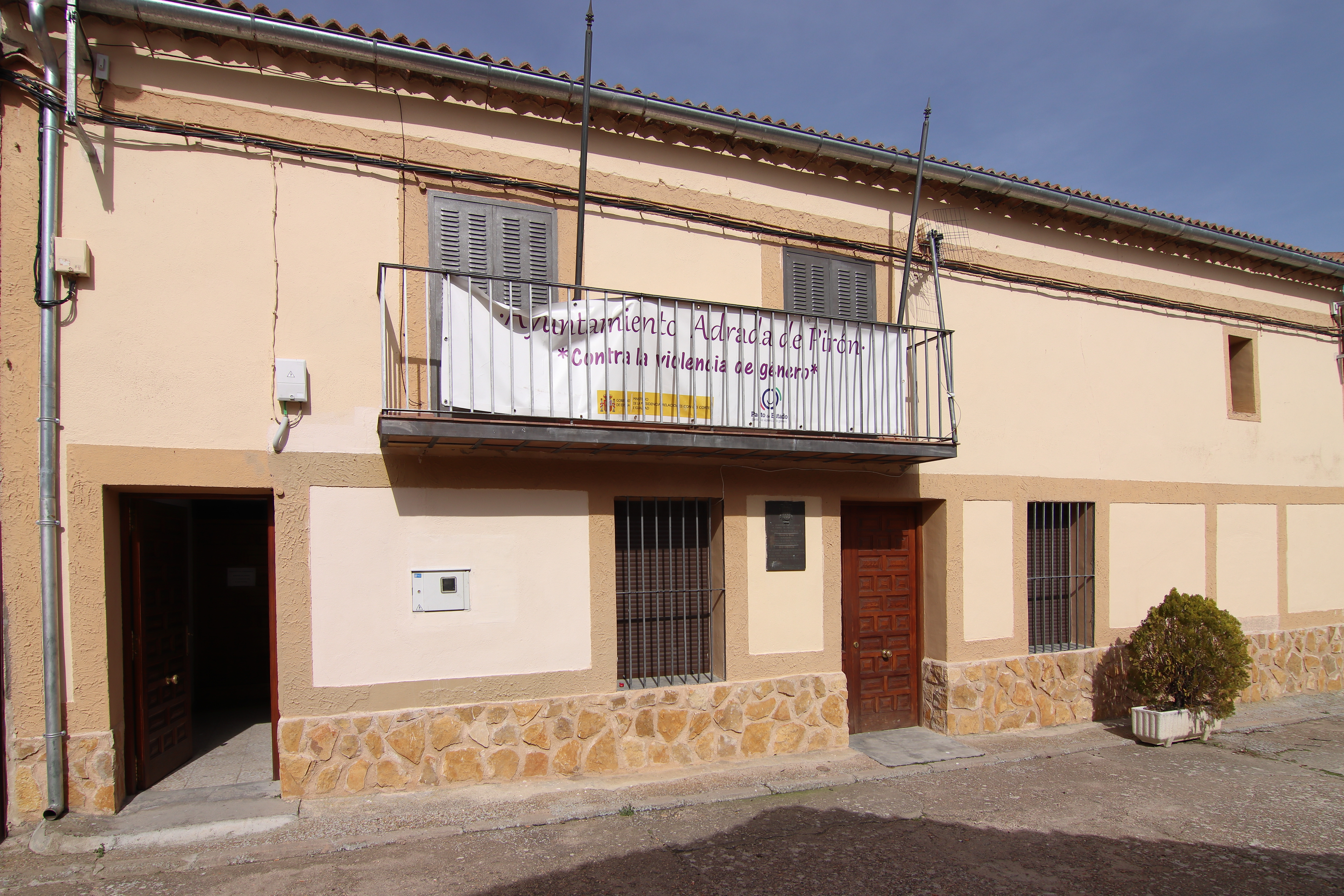
Rathaus

- Kirche Mariä Himmelfahrt
- Rathaus